# Monocerotesa radiata
Monocerotesa radiata är en fjärilsart som beskrevs av W. Warren 1897. Monocerotesa radiata ingår i släktet Monocerotesa och familjen mätare. Inga underarter finns listade i Catalogue of Life.